# Celtiberi

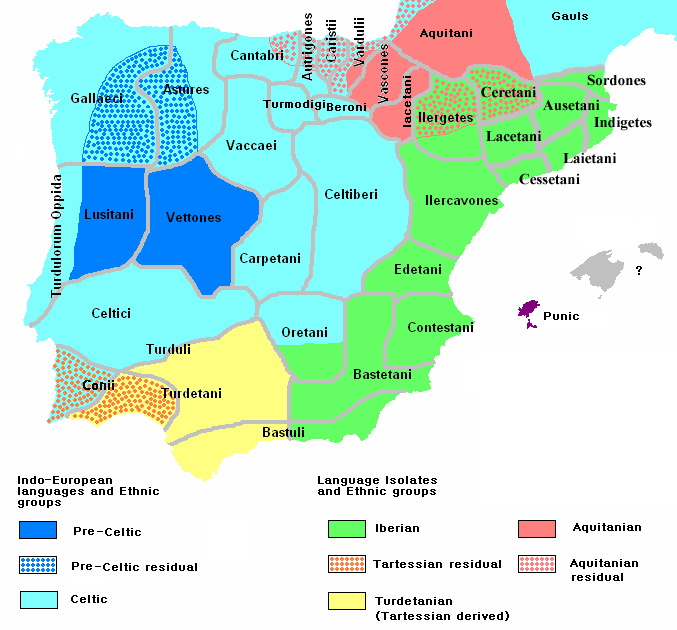
Peninsula Iberică în 200 î.e.n.

Celtiberii au fost populația Celtă din Peninsula Iberică cu câteva secole înaintea erei noastre.